# Municipio de Twin (condado de Ross)
El municipio de Twin (en inglés: Twin Township) es un municipio ubicado en el condado de Ross en el estado estadounidense de Ohio. En el año 2010 tenía una población de 3384 habitantes y una densidad poblacional de 21,69 personas por km².

## Geografía
El municipio de Twin se encuentra ubicado en las coordenadas 39°17′36″N 83°9′32″O / 39.29333, -83.15889. Según la Oficina del Censo de los Estados Unidos, el municipio tiene una superficie total de 156.01 km², de la cual 155,89 km² corresponden a tierra firme y (0,08 %) 0,12 km² es agua.

## Demografía
Según el censo de 2010, había 3384 personas residiendo en el municipio de Twin. La densidad de población era de 21,69 hab./km². De los 3384 habitantes, el municipio de Twin estaba compuesto por el 96,48 % blancos, el 1,15 % eran afroamericanos, el 0,5 % eran amerindios, el 0,27 % eran asiáticos, el 0,12 % eran de otras razas y el 1,48 % eran de una mezcla de razas. Del total de la población el 0,27 % eran hispanos o latinos de cualquier raza.